# Голяма чешма (Самоков)
Голямата чешма или Чешмата с обицата се намира в Самоков и е построена през 1662 г. по поръчка на емина на султанската кухня Мехмед ефенди.
Чешмата е изградена в мавритански стил от каменни блокове. Представлява самостоятелна четириъгълна постройка с чучури, от които е течала вода и от четирите страни. Постройката е с четирискатен покрив, широки стрехи и елегантен шпил.
В декорацията ѝ има каменна къщичка за птици и една „зенгия“, която според преданието е била обицата на Крали Марко.